# Lasovo
Lasovo (en serbe cyrillique : Ласово) est un village de Serbie situé sur le territoire de la ville de Zaječar, district de Zaječar. Au recensement de 2011, il comptait 240 habitants.

## Démographie
| 1948  | 1953  | 1961  | 1971  | 1981 | 1991 | 2002 | 2011 |
| ----- | ----- | ----- | ----- | ---- | ---- | ---- | ---- |
| 1 344 | 1 332 | 1 239 | 1 097 | 800  | 531  | 358  | 240  |

|  |